# 葉明博
葉明博（1956年9月9日—），中華民國政治人物，現任屏東縣議員。

## 政治生涯
2002年，參選屏東縣第二選區議員，並當選。
2005年，參選屏東縣第二選區議員，並成功連任。
2009年，挑戰第三次連任議員，並第三次連任成功。
2014年，轉戰跑道參選鹽埔鄉長，但卻敗給民主進步黨籍的對手呂清輝。
2015年，現任鄉長呂清輝因在2014年的鄉長選舉中涉賄，並判決呂清輝當選無效，並補辦鄉長選舉。
2015年，12月27日的鹽埔鄉第17屆鄉長補選葉明博以微小的差距險勝對手呂家萱，當選鹽埔鄉長。
2017年，鄉長葉明博因在2015年的鄉長補選中涉賄，並判決當選無效。
2018年，再次參選鹽埔鄉長，但卻敗給民主進步黨籍的對手呂家萱。
2022年，第四次參選屏東縣第二選區議員，並當選。

## 選舉紀錄
| 年度 | 選舉屆數               | 選舉區           | 所屬政黨   | 得票數 | 得票率 | 當選標記 | 備註 |
| ---- | ---------------------- | ---------------- | ---------- | ------ | ------ | -------- | ---- |
| 2002 | 第十五屆屏東縣議員選舉 | 屏東縣第二選舉區 | 無黨籍     | 6,543  | 8.18%  |          |      |
| 2005 | 第十六屆屏東縣議員選舉 | 屏東縣第二選舉區 | 無黨籍     | 9,545  | 11.59% |          |      |
| 2009 | 第十七屆屏東縣議員選舉 | 屏東縣第二選舉區 | 中國國民黨 | 8,824  | 10.90% |          |      |
| 2014 | 第十七屆鹽埔鄉長選舉   | 屏東縣鹽埔鄉     | 無黨籍     | 7,487  | 44.04% |          |      |
| 2015 | 第十七屆鹽埔鄉長補選   | 屏東縣鹽埔鄉     | 無黨籍     | 6,372  | 45.43% |          |      |
| 2018 | 第十八屆鹽埔鄉長選舉   | 屏東縣鹽埔鄉     | 無黨籍     | 7,726  | 47.48% |          |      |
| 2022 | 第二十屆屏東縣議員選舉 | 屏東縣第二選舉區 | 無黨籍     | 5,736  | 7.20%  |          |      |